# Kościół Hansa Egede
Kościół Hansa Egede – ewangelicko-luterański kościół w stolicy Grenlandii Nuuk, znajdujący się w starej części miasta. 
Kościół został konsekrowany z okazji 250. rocznicy rozpoczęcia działalności misyjnej przez Hansa Egede  i nazwany na cześć tego duńsko-norweskiego misjonarza. Budynek ma drewnianą konstrukcję..